# جزيرة ماساكامبينغ
جزيرة ماساكامبينغ وهي جزيرة من جزر إندونيسيا، وتقع ضمن جزر ماساليمبو في إقليم جاوة الشرقية.